# حكومة سامي الصلح الثالثة
الحكومة اللبنانية الثانية عشر بعد الاستقلال، والثانية عشر بعهد الرئيس بشارة الخوري، وهي ثالث حكومة يترأسها سامي الصلح (الثانية بعد الاستقلال). شكلت الحكومة بموجب المرسوم رقم 7600 بتاريخ 11 شباط / فبراير 1952، ونالت الحكومة الثقة بأكثرية 56 صوتاً ضد 8 أصوات، واستقالت الحكومة بتاريخ 9 أيلول / سبتمبر 1952.

## أعضاء الحكومة
- سامي الصلح رئيساً لمجلس الوزراء ووزيراً للداخلية.
- فؤاد جرجس الخوري نائباً لرئيس مجلس الوزراء ووزيراً للعدلية.
- أحمد الحسيني وزيراً للأشغال العامة.
- سليمان العلي وزيراً للاقتصاد الوطني ووزيراً للزراعة
- حسين العبد الله وزيراً للأنباء ووزيراً للبرق والبريد.
- أنطوان إسطفان وزيراً للتربية الوطنية.
- فيليب تقلا وزيراً للخارجية والمغتربين.
- مجيد أرسلان وزيراً للدفاع الوطني ووزيراً للصحة والإسعاف العام.
- ميشال ضومط وزيراً للشئون الاجتماعية.
- إميل جرجس لحود وزيراً للمالية.

### تعديلات حكومية
في 26 آب / أغسطس 1952 عين رئيس الحكومة سامي الصلح بالإضافة لمناصبه وزيراً للأشغال العامة.

## وصلات خارجية
- موقع رئاسة مجلس الوزراء الرسمي